# Crina Pintea
Crina Elena Pintea (født 3. april 1990 i Podu Turculai) er en rumænsk håndboldspiller, der spiller for CSM Bucuresti og Rumæniens kvindehåndboldlandshold.

## Internationale resultater
- EHF Cup
- Finalist: 2012
- Semifinalist: 2013